# زوجان من الوقواق
زوجان من الوقواق (بالإنجليزية: A Couple of Cuckoos)‏ هي سلسلة مانغا يابانية من كتابة ميكي يوشيكاوا، نُشرت لأول مرة في سبتمبر 2019 في مجلة شونن الأسبوعية ومن المقرر عمل أنمي مقتبس من المانغا سيعرض في 2022.